# Драган Радованчевић
Драган Радованчевић (Сремска Митровица, 6. март 1979) је српски песник , књижевник  и психолог 

## Биографија
Бави се превођењем са енглеског и немачког језика, као и лекторисањем   . Од 2009. године живео у Бечу. Од 2012. живи у Потсдаму и Берлину, а потом прелази на Универзитет у Лајпцигу на мастер студије клиничке психологије. Током студија радио на институтима за експерименталну психологију у Потсдаму, Берлину и Лајпцигу. Награђиван ДААД стипендијама немачког министарства  за истакнуте резултате у књижевном и истраживачком раду. 
Аутор три песничке књиге: "Клатно се боји летења" ( Градска библиотека „Владислав Петковић Дис” Чачак, 2006), "Глагол интимности" (Књижевна општина Вршац, 2009) и "Лампедуза" (Народна библиотека „Стефан Првовенчани” Краљево, 2016) која је била у најужем избору за  Награду „Бранко Миљковић” 2017 .
Превођен на немачки (преводиоци: Матиас Јакоб, Алида Бремер и Јан Красни), бугарски, италијански (у преводу: Патрициа Васцотто), словеначки, полски (Агњешка Жуховска-Арендт) и енглески језик.
Добитник престижних стипендија: КултурКонтакт Аустриа (2009), Централно-европска иницијатива (Виленица, Словенија; 2009) , Литерарни колоквијум Берлин (2010) .
Уврштен у мноштво антологија поезије, есеја и кратке прозе на страним језицима , а његов текст "Будући јунак" ушао је у немачки Лексикон метафизике Немачке академије наука и уметности (приредио: André Chinnow)..